# Gibson Gary Moore Les Paul
Гитара Gary Moore Les Paul — одна из первых моделей Gibson, на которую устанавливались звукосниматели нового типа Gibson Burst-Bucker. Датчики Burst-Bucker, которые устанавливали на данную модель, скопированы с звукоснимателей личной гитары Гэри Мура («санберстовый» Les Paul 1959 года выпуска).
Модель Gary Moore Les Paul производилась в США, Нэшвил. На гитару ставили струнодержатель (Stopbar), бридж, ручки (Black Speed) и колки (Green Keys) цвета «никель». В комплекте с гитарой шёл кейс (Les Paul Gary Moore Signature Deluxe Hard-shell Case).